# Григорій VIII
Григорій VIII (лат. Gregorius; бл. 1100, Беневенто, Папська держава — 17 грудня 1187, Піза, Пізанська республіка) — сто сімдесят другий папа Римський (21 жовтня 1187—17 грудня 1187, уродженець і представник знатного роду з Беневенто, цистерціанець.
Видав буллу Audita tremendi, у який закликав до Третього хрестового походу у відповідь на поразку хрестоносців у битві на Рогах Хаттіна.

## Духовна кар'єра
Альберто ді Морра народився близько 1100 року (точніше, між 1100 і 1105 роками) в Беневенто й походив з місцевої знатної родини. Його батька звали Сарторіус ді Морра. За юнацьких років вступив до чернецького ордену (за однією з версій, до цистерціанського монастиря Лаон; за іншою — до бенедиктинського Монте-Кассіно). Між 1130 і 1140 роками перейшов до нещодавно створеного ордену премонстрантів. Був професором канонічного права в Болонському університеті.
1155 року Альберто ді Морра був зведений папою Адріаном IV у сан кардинала-диякона, а 14 березня 1158 року — кардинала-священника Сан Лоренцо ін Лучина. Виконував кілька дипломатичних доручень Олександра III як легат: 1163 року проводив перемовини з Фрідріхом І Барбароссою щодо припинення схизми, 1172 року — розслідував убивство Томаса Бекета й на соборі в Авранші від імені папи простив Генріха II Англійського. 1178 року став канцлером Римської церкви (наступний канцлер був призначений тільки у XX столітті Пієм X).
21 жовтня 1187 року, наступного дня після смерті Урбана III, Альберто ді Морра був обраний на папський престол та взяв ім'я Григорій VIII. 25 жовтня 1187 року Григорій VIII був посвячений у єпископи та коронований.

## Понтифікат
На початку правління Григорія VIII Європи дісталась звістка про розгром хрестоносців при Хаттіні (4 липня 1187 року). Папа, вбачаючи небезпеку для Єрусалиму (насправді, в той момент місто вже було взято Саладіном 2 жовтня, але про це ще не було відомо), закликав до Третього хрестового походу у своїй буллі від 29 жовтня 1187 року «Audita tremendi». Заради майбутнього походу Григорій VIII примирився з Фрідріхом Барбароссою та Генріхом Гогенштауфеном. Оскільки для перевезення хрестоносців потрібен був флот, Григорій VIII особисто вирушив до Пізи, щоб домогтись примирення Пізанської республіки з іншою морською республікою — Генуєю. 17 грудня 1187 року Григорий VIII помер після менш ніж двомісячного понтифікату й був похований у Пізанському кафедральному соборі.